# Andriej Kaszeczkin
Andriej Kaszeczkin (Андрей Кашечкин, ur. 21 marca 1980 w Kyzyłordzie) – kazachski kolarz szosowy, uczestnik igrzysk olimpijskich w Atenach.

## Życiorys
Gdy był dzieckiem fascynowała go piłka nożna, a także pływanie. Swoją pierwszą zawodową ekipę znalazł w Belgii, w 2001 roku jeździł w Domo-Farm Frites.
W 2003 przeniósł się do innej belgijskiej ekipy, jednak należącej już do ProTour - Quick Step-Innergetic. Po całkiem niezłym sezonie w 2004 roku startował w igrzyskach olimpijskich, przeniósł się do francuskiego Credit Agricole. W barwach tej ekipy wygrał Saschen Tour. W 2005 zajął drugie miejsce w klasyfikacji U25 Tour de France. Wtedy to Kazach pokazał jak silny jest podczas górskich etapów, na których dzielnie wspierał lidera drużyny, Christophe'a Moreau. W tym samym roku Kaszeczkin ożenił się z Nadją.
W 2006 Andriej startował już w barwach Astany, u boku swojego rodaka Aleksandra Winokurowa. W tymże sezonie Kaszeczkin wygrał etap Paryż-Nicea i zajął trzecie miejsce w hiszpańskim wyścigu Vuelta a España, przegrywając tylko ze swoim kolegą z drużyny Aleksandrem Winokurowem i Alejandro Valverde. 1 września 2007 został wydalony w trybie natychmiastowym z grupy Astana pod zarzutem stosowania dopingu krwi. 
W lipcu 2010 roku zespół Lampre NGC (w następnym sezonie będzie startował pod nazwą Lampre-ISD) ogłosił, że Kaszeczkin w przyszłym sezonie będzie reprezentował jego barwy. Jednak w połowie sezonu 2011 kolarz przeszedł z powrotem do grupy Astana, by wystartować w jej barwach w Vuelta a España.

## Najważniejsze zwycięstwa i sukcesy
- 2002
  -  3. miejsce na igrzyskach azjatyckich w wyścigu drużynowym na dochodzenie
- 2004
  - 1. miejsce w Sachsen Tour
  - 1. miejsce w Grand Prix de Fourmies
- 2005
  - 2. miejsce w klasyfikacji do lat 25 w Tour de France
- 2006
  - 3. miejsce w Vuelta a España
    - 1. miejsce na 18. etapie

  - 1. miejsce na 6. etapie Paryż-Nicea
  - 3. miejsce w Deutschland Tour
  - 3. miejsce w Clasica de San Sebastian
  -  1. miejsce w mistrzostwach Kazachstanu ze startu wspólnego
- 2007
  - 3. miejsce w Tour de Romandie
  - 3. miejsce w Dauphiné Libere